# Életot
Életot est une commune française située dans le département de la Seine-Maritime en région Normandie.

## Géographie

### Description
La commune est située sur la côte d'Albâtre, à 7 km de Fécamp.
Elle est située sur la falaise, à une altitude moyenne de 101 m. Les principales dépressions sont la valleuse et le bois de Saint-Pierre aussi appelé Bois Joli. L'altitude minimale est 0 m (la Manche) et l'altitude maximale est de 118 m (près de Bondeville).
L'accès à la commune se fait par la D 79 à partir de Saint-Pierre-en-Port et de Bondeville, ou par la C401 à partir de Sainte-Hélène.
Elle appartient à la couronne de l'aire urbaine de Fécamp qui compte 27 373 habitants (2008).

### Hydrographie
La commune est située dans le bassin Seine-Normandie. Elle n'est drainée par aucun cours d'eau,.

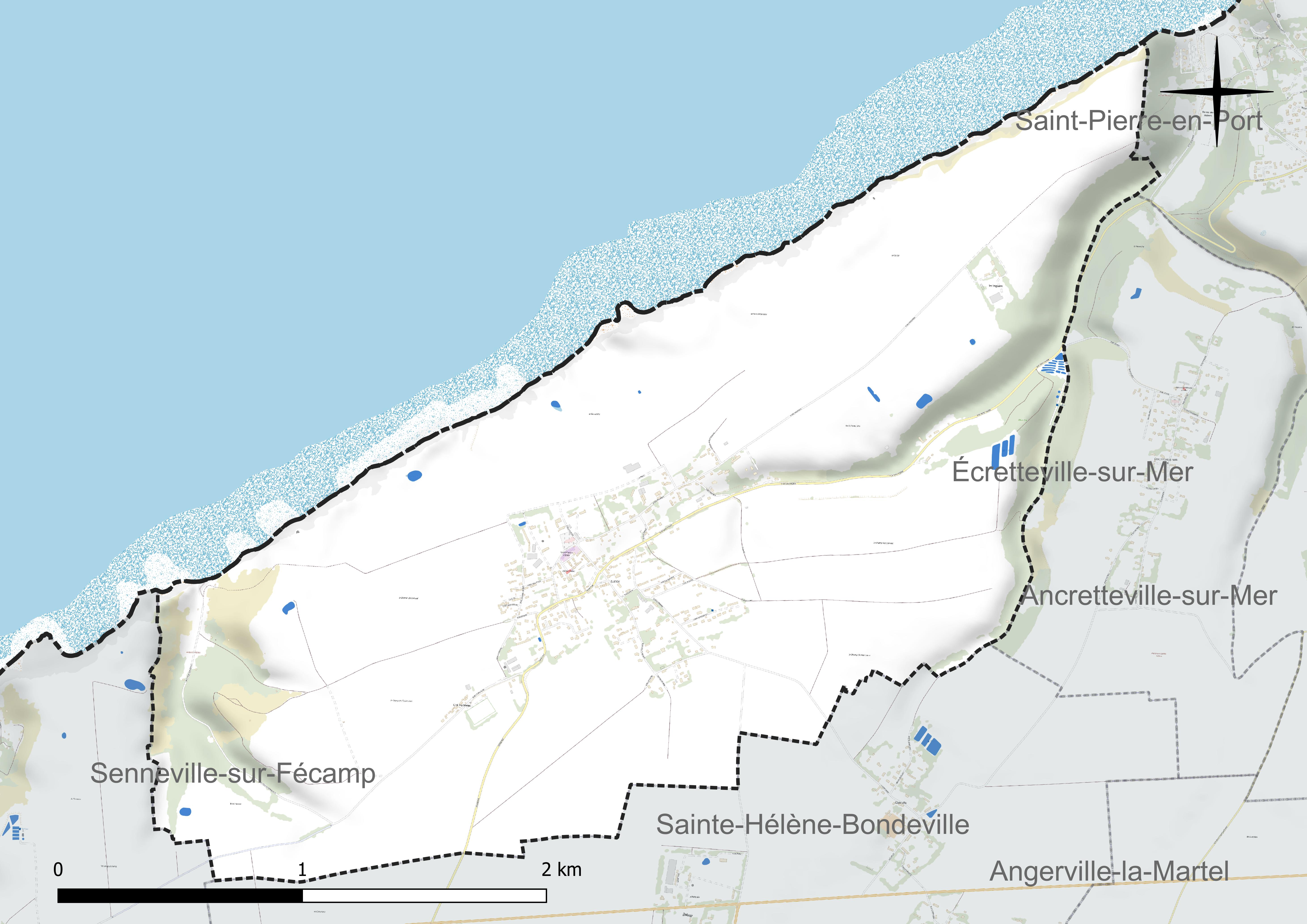
Réseau hydrographique d'Életot.

### Climat
Pour des articles plus généraux, voir Climat de la Normandie et Climat de la Seine-Maritime.
En 2010, le climat de la commune est de type climat océanique franc, selon une étude du CNRS s'appuyant sur une série de données couvrant la période 1971-2000. En 2020, Météo-France publie une typologie des climats de la France métropolitaine dans laquelle la commune est exposée à un climat océanique et est dans la région climatique Côtes de la Manche orientale, caractérisée par un faible ensoleillement (1 550 h/an) ; forte humidité de l’air (plus de 20 h/jour avec humidité relative > 80 % en hiver), vents forts fréquents. Parallèlement le GIEC normand, un groupe régional d’experts sur le climat, différencie quant à lui, dans une étude de 2020, trois grands types de climats pour la région Normandie, nuancés à une échelle plus fine par les facteurs géographiques locaux. La commune est, selon ce zonage, exposée à un « climat maritime », correspondant au Pays de Caux, frais, humide et pluvieux, légèrement plus frais que dans le Cotentin.
Pour la période 1971-2000, la température annuelle moyenne est de 10,5 °C, avec une amplitude thermique annuelle de 12,8 °C. Le cumul annuel moyen de précipitations est de 924 mm, avec 13 jours de précipitations en janvier et 8,4 jours en juillet. Pour la période 1991-2020, la température moyenne annuelle observée sur la station météorologique la plus proche, située sur la commune d'Ectot-lès-Baons à 30 km à vol d'oiseau, est de 10,8 °C et le cumul annuel moyen de précipitations est de 905,5 mm,. Pour l'avenir, les paramètres climatiques de la commune estimés pour 2050 selon différents scénarios d'émission de gaz à effet de serre sont consultables sur un site dédié publié par Météo-France en novembre 2022.

## Urbanisme

### Typologie
Au 1er janvier 2024, Életot est catégorisée commune rurale à habitat dispersé, selon la nouvelle grille communale de densité à sept niveaux définie par l'Insee en 2022.
Elle est située hors unité urbaine. Par ailleurs la commune fait partie de l'aire d'attraction de Fécamp, dont elle est une commune de la couronne,. Cette aire, qui regroupe 26 communes, est catégorisée dans les aires de moins de 50 000 habitants,.
La commune, bordée par la Manche, est également une commune littorale au sens de la loi du 3 janvier 1986, dite loi littoral. Des dispositions spécifiques d’urbanisme s’y appliquent dès lors afin de préserver les espaces naturels, les sites, les paysages et l’équilibre écologique du littoral, tel le principe d'inconstructibilité, en dehors des espaces urbanisés, sur la bande littorale des 100 mètres, ou plus si le plan local d’urbanisme le prévoit.

### Occupation des sols
L'occupation des sols de la commune, telle qu'elle ressort de la base de données européenne d’occupation biophysique des sols Corine Land Cover (CLC), est marquée par l'importance des territoires agricoles (83,7 % en 2018), en diminution par rapport à 1990 (84,7 %). La répartition détaillée en 2018 est la suivante : 
terres arables (71,8 %), zones urbanisées (9,9 %), zones agricoles hétérogènes (6,1 %), prairies (5,8 %), forêts (5,5 %), zones humides côtières (1 %). L'évolution de l’occupation des sols de la commune et de ses infrastructures peut être observée sur les différentes représentations cartographiques du territoire : la carte de Cassini (XVIIIe siècle), la carte d'état-major (1820-1866) et les cartes ou photos aériennes de l'IGN pour la période actuelle (1950 à aujourd'hui).

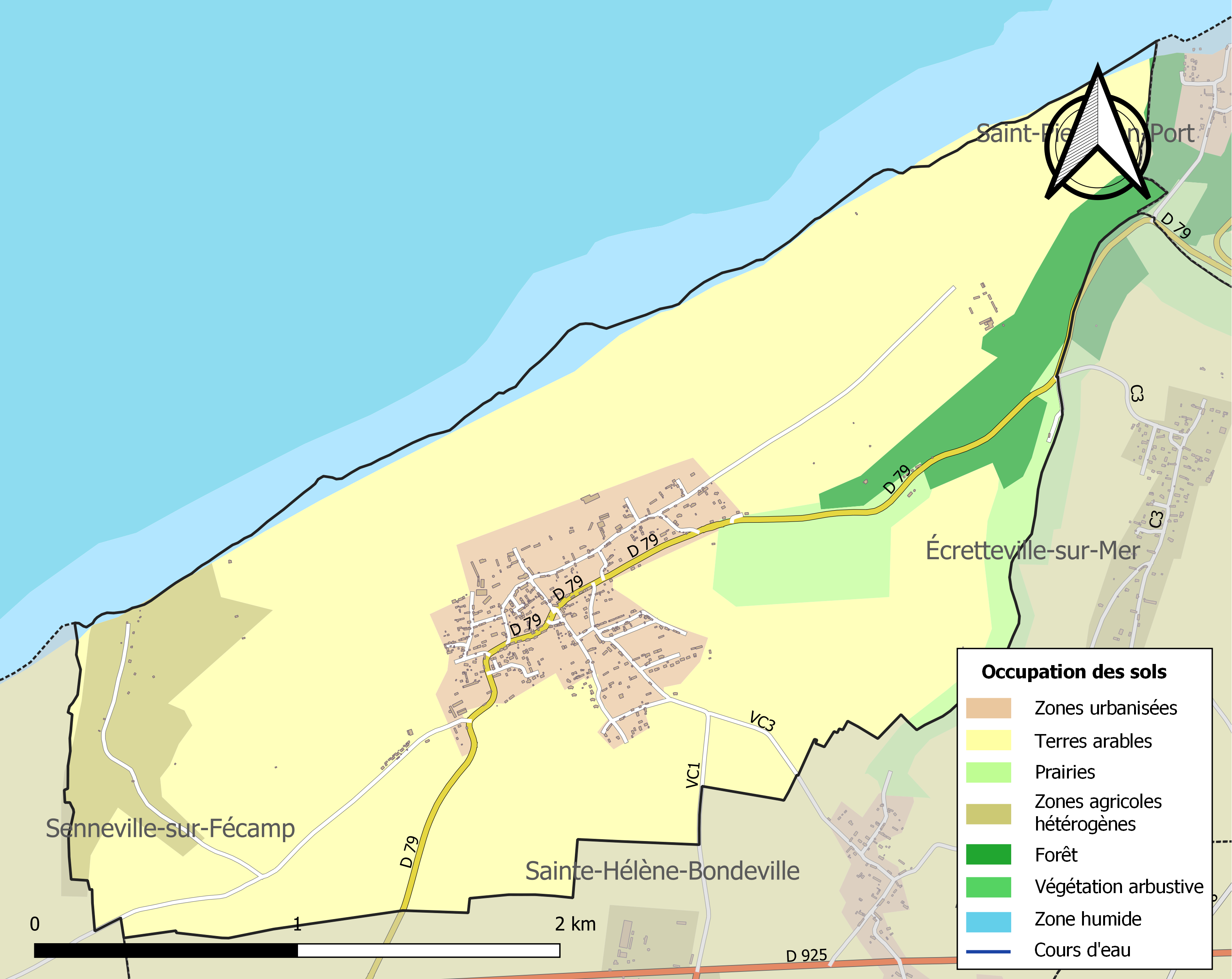
Carte des infrastructures et de l'occupation des sols de la commune en 2018 (CLC).

## Toponymie
Le nom du village est attesté sous les formes Sclestetoth vers 1023, Esletetot vers 1025, Eslettot en 1032 et 1035.
Il s'agit d'une formation toponymique médiévale, composée des éléments vieux norrois sletta « terrain plat », qu'on retrouve aussi dans Eslettes (Seine-Maritime, Esletis vers 1040) et dans les toponymes danois Sletten et anglais Sleights.
Le second élément -tot représente le vieux norrois topt, utilisé comme terminaison dans près de 350 noms de lieux normands. Il signifie « ferme, propriété rurale ».
L'étymologie et la tradition justifient l'orthographe et la prononciation Élétot et non pas Életot.

## Histoire
On y a retrouvé des traces d'une ville romaine, ainsi que des vases et des meules datant de l'Antiquité.
Des cercueils de pierre et une bague en argent ont également été découverts, ils datent de la période mérovingienne.
La paroisse d'Életot dépendait de l’abbaye de la Trinité de Fécamp avant la Révolution française.
Après la Révolution française, sur la place du Marquais, un chêne fut planté, appelé arbre de la liberté, il fut abattu en 1946 parce qu'il devenait dangereux.
Deux autres arbres furent plantés : un autre chêne, l'arbre de l'Égalité, à 100 m du premier, et un hêtre, l'arbre de la Fraternité, près du calvaire, à l'ouest du village.
En 1879, l'école des garçons et la mairie sont construits. Aujourd'hui, l'école des garçons accueille la classe des CP-CE1, les CE2-CM1-CM2 sont dans l'ancienne école des filles, et la mairie a été transformée en cantine. La mairie actuelle se situe à 100 m de là, accompagnée de La Poste.
Le 24 juin 1926, le village est traversé pour la première fois par le Tour de France, il s'agit de la 4e étape du Tour de France 1926, allant de Dunkerque au Havre et longue de 361 km et remportée par le belge Félix Sellier en 14 h 57 min 1 s.
Le village a été une seconde fois traversé par le Tour de France le 4 juillet 2012 lors de la 4e étape du Tour de France 2012 entre Abbeville et Rouen, longue de 214,5 km, remportée par l’Allemand André Greipel.

### Seconde Guerre mondiale
Le 10 juin 1940, à 13 h 25, l'armée allemande, venant de Saint-Pierre-en-Port, arrive à Életot. Elle en repartira le 2 septembre 1944.
Deux jours plus tard, un avion anglais, en feu, veut se poser sur le terrain d'aviation. Il est immédiatement abattu par la Flak allemande. 4 des 5 passagers sautent en parachute, le 5e, resté aux commandes, est tué lors de l'explosion de l'appareil.
Le 24 août 1940, les corps de 19 soldats sont découverts au pied de la falaise. Ils proviennent du paquebot français, le Meknès, torpillé le 24 juillet.
Toutes les rangées d'arbres le long de la falaise sont abattues. Les troncs vont être utilisés pour empêcher les avions de se poser sur l'aérodrome d'Életot.
Celui-ci, inauguré le 29 août 1937, est bétonné par les Allemands et est encore visible aujourd'hui sous le nom de La Piste, et est emprunté par le GR 21. 
Il est utilisé pour stationner une partie des 480 avions de chasses allemands prévu pour un éventuel débarquement en Angleterre, les autres étant à Sainte-Hélène-Bondeville, mais la plupart d'entre eux seront utilisés pour des opérations en URSS en mai et juin 1941.
Le 28 février 1941, les Allemands font sauter à la dynamite l'escalier d'accès à la mer. Celui-ci sera reconstruit par le département en 1946.
Pendant l'été 1941, une batterie d'artillerie de Marine est installée dans la valleuse d'Életot, et une mitrailleuse sur la falaise. Les soldats sont alors environ 3 000. Deux batteries antiaériennes suivront, en septembre 1942.
Dans la nuit du 11 au 12 avril 1942, une maison hébergeant des Allemands est bombardée faisant 4 victimes civiles.
Du 31 mars au 7 juin 1943, sont construits 3 blockhaus : un poste de direction de tir et un abri pour groupe de combat au-dessus de la valleuse et un poste d'observation sur la falaise. Ils sont construits par l'entreprise RAFF originaire de Saint-Brieuc, sous-traitante de l'armée allemande.
Le 27 mai 1944 à 13 h 25, le village est à nouveau bombardé, par 36 avions alliés, mais, cette fois, ne faisant aucune victime.
Le 6 septembre 1944, le corps du soldat anglais le Trooper Ivor Douglas James APLIN, du 43rd Recce Regiment (en), est découvert sur la plage. Il provenait du MV Derrycunihy (en), cargo de 10 200 tonnes, qui a explosé sur une mine acoustique allemande le 24 juin 1944 au large de Ouistreham, faisant 214 morts, dont 25 membres d'équipage, et 150 blessés. Il est aujourd'hui inhumé dans le cimetière de la commune.

### Après-guerre
En 1952 est organisé le premier repas des aînés[réf. nécessaire].
En 1983, le club de football est créé[réf. nécessaire].
En 2000, l'école maternelle voit le jour, ainsi que de nouveaux vestiaires pour le terrain de football[réf. nécessaire].
Le 25 juin 2010, la nouvelle véranda de l'école est inaugurée, ainsi que le toit de l'ancienne mairie, qui a été rénové et recouvert de panneaux photovoltaïques.

## Politique et administration

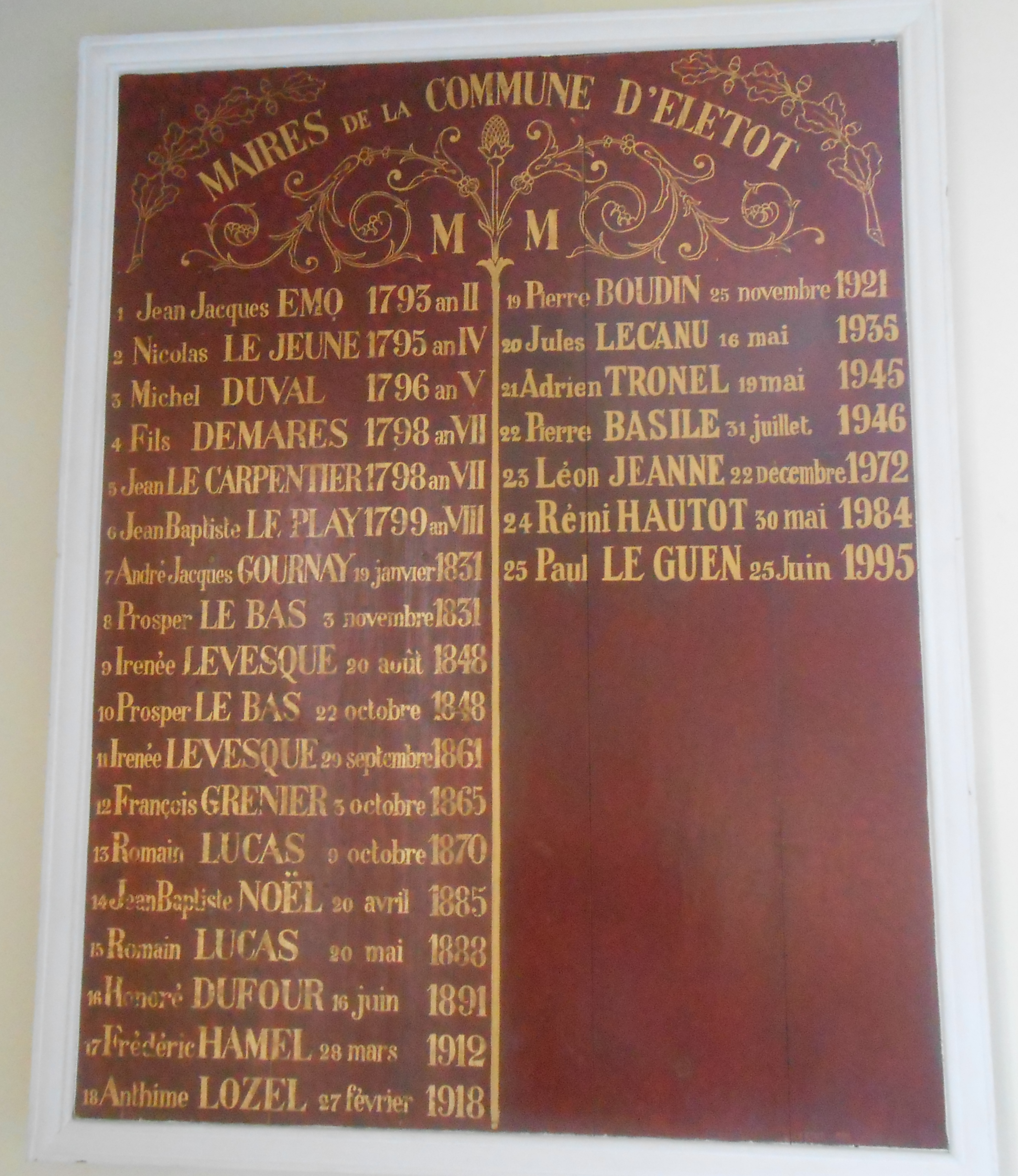
Plaque commémorative des maires d'Életot située dans la mairie.

| Période           | Période                    | Identité                          | Étiquette | Qualité                         |
| ----------------- | -------------------------- | --------------------------------- | --------- | ------------------------------- |
| 14 janvier 1793   | 1795                       | Jean Jaques Emo (1737-1804)       |           | Cultivateur                     |
| 1795 (an IV)      | 1796                       | Nicolas Lejeune (1736-?)          |           |                                 |
| 1796 (an V)       | 1798                       | Michel Duval (1747-1821)          |           |                                 |
| 1798 (an VII)     | 1798 (3 mois)              | Pierre Jacques Desmares (1764-?)  |           |                                 |
| 1798 (an VII)     | 1799                       | Jean Lecarpentier (1756-1802)     |           | Cultivateur                     |
| 1799 (an VIII)    | 18 janvier 1831            | Jean-Baptiste Leplay (1760-1836)  |           | Cultivateur                     |
| 19 janvier 1831   | 2 novembre 1831            | André Jacques Gournay (1759-1834) |           |                                 |
| 3 novembre 1831   | 19 août 1848               | Prosper Le Bas (1804-1861)        |           | Cultivateur                     |
| 20 août 1848      | 21 octobre 1848            | Irenée Levesque (1814-1889)       |           |                                 |
| 22 octobre 1848   | 11 juin 1861 (décès)       | Prosper Le Bas (1804-1861)        |           | Cultivateur                     |
| 29 septembre 1861 | 2 octobre 1865             | Irenée Levesque (1814-1889)       |           |                                 |
| 3 octobre 1865    | 8 octobre 1870             | François Grenier (1785-1881)      |           | Cultivateur                     |
| 9 octobre 1870    | 19 avril 1885              | Romain Lucas (1826-1893)          |           | Cultivateur                     |
| 20 avril 1885     | 19 mai 1888                | Jean-Baptiste Noël (1832-1894)    |           | Cultivateur                     |
| 20 mai 1888       | 15 juin 1891               | Romain Lucas (1826-1893)          |           | Cultivateur                     |
| 16 juin 1891      | 14 février 1912 (décès)    | Honoré Dufour (1834-1912)         |           | Agriculteur                     |
| 28 mars 1912      | 26 février 1918            | Frédéric Hamel (1859-1940)        |           |                                 |
| 27 février 1918   | 24 novembre 1921           | Anthime Lozel (1854-1927)         |           |                                 |
| 25 novembre 1921  | 15 mai 1935                | Pierre Boudin (1881-1956)         |           | Cultivateur                     |
| 16 mai 1935       | 18 mai 1945                | Jules Lecanu (1887-1955)          |           |                                 |
| 19 mai 1945       | 20 juin 1946 (décès)       | Adrien Tronel (1894-1946)         |           |                                 |
| 31 juillet 1946   | 15 novembre 1972 (décès)   | Pierre Basile (1898-1972)         |           |                                 |
| 22 décembre 1972  | 29 mai 1984                | Léon Jeanne (1920)                |           | Agriculteur                     |
| 30 mai 1984       | 24 juin 1995               | Rémi Hautot (1930)                |           |                                 |
| 25 juin 1995      | 19 mars 2008               | Paul Le Guen (1939)               |           | Menuisier                       |
| 20 mars 2008      | 4 avril 2014               | Patrick Régnier (1949)            |           | Retraité de la Marine Marchande |
| 4 avril 2014      | 3 juillet 2020,            | Paul Le Guen (1939)               |           | Menuisier retraité              |
| juillet 2020      | En cours (au 10 août 2020) | Séverine Hébert                   |           | Secrétaire de mairie            |

## Population et société

### Démographie

#### Évolution démographique
L'évolution du nombre d'habitants est connue à travers les recensements de la population effectués dans la commune depuis 1793. Pour les communes de moins de 10 000 habitants, une enquête de recensement portant sur toute la population est réalisée tous les cinq ans, les populations de référence des années intermédiaires étant quant à elles estimées par interpolation ou extrapolation. Pour la commune, le premier recensement exhaustif entrant dans le cadre du nouveau dispositif a été réalisé en 2006.

En 2022, la commune comptait 630 habitants, en stagnation par rapport à 2016 (Seine-Maritime : +0,35 %, France hors Mayotte : +2,11 %).
| 1793 | 1800 | 1806 | 1821 | 1831 | 1836  | 1841 | 1846 | 1851 |
| ---- | ---- | ---- | ---- | ---- | ----- | ---- | ---- | ---- |
| 699  | 730  | 747  | 823  | 936  | 1 046 | 983  | 918  | 892  |

| 1856 | 1861 | 1866 | 1872 | 1876 | 1881 | 1886 | 1891 | 1896 |
| ---- | ---- | ---- | ---- | ---- | ---- | ---- | ---- | ---- |
| 785  | 895  | 870  | 883  | 873  | 783  | 800  | 756  | 717  |

| 1901 | 1906 | 1911 | 1921 | 1926 | 1931 | 1936 | 1946 | 1954 |
| ---- | ---- | ---- | ---- | ---- | ---- | ---- | ---- | ---- |
| 714  | 736  | 699  | 685  | 688  | 679  | 632  | 547  | 537  |

| 1962 | 1968 | 1975 | 1982 | 1990 | 1999 | 2006 | 2011 | 2016 |
| ---- | ---- | ---- | ---- | ---- | ---- | ---- | ---- | ---- |
| 500  | 508  | 516  | 510  | 552  | 537  | 581  | 612  | 630  |

| 2021 | 2022 | - | - | - | - | - | - | - |
| ---- | ---- | - | - | - | - | - | - | - |
| 634  | 630  | - | - | - | - | - | - | - |

#### Pyramide des âges
En 2018, le taux de personnes d'un âge inférieur à 30 ans s'élève à 36,8 %, soit au-dessus de la moyenne départementale (36,5 %). À l'inverse, le taux de personnes d'âge supérieur à 60 ans est de 23,0 % la même année, alors qu'il est de 26,0 % au niveau départemental.
En 2018, la commune comptait 318 hommes pour 330 femmes, soit un taux de 50,93 % de femmes, légèrement inférieur au taux départemental (51,90 %).
Les pyramides des âges de la commune et du département s'établissent comme suit.
| Hommes | Classe d’âge | Femmes |
| ------ | ------------ | ------ |
| 0,0    | 90 ou +      | 1,3    |
| 6,2    | 75-89 ans    | 9,1    |
| 14,3   | 60-74 ans    | 15,1   |
| 23,3   | 45-59 ans    | 19,4   |
| 16,5   | 30-44 ans    | 21,1   |
| 19,4   | 15-29 ans    | 17,1   |
| 20,3   | 0-14 ans     | 17,0   |

| Hommes | Classe d’âge | Femmes |
| ------ | ------------ | ------ |
| 0,7    | 90 ou +      | 1,8    |
| 6,7    | 75-89 ans    | 9,6    |
| 16,7   | 60-74 ans    | 18     |
| 19,4   | 45-59 ans    | 19     |
| 18,5   | 30-44 ans    | 17,5   |
| 19,2   | 15-29 ans    | 17,4   |
| 18,9   | 0-14 ans     | 16,7   |

### Enseignement
Les collèges et lycées les plus proches sont situées à Fécamp à 7 km.
La commune dispose aussi d'une petite bibliothèque de 2 623 ouvrages en 2012, inaugurée le 7 septembre 2002, située à proximité de l'école et de la mairie
.

### Santé
La commune n'a pas de médecin sur son territoire. Le plus proche est situé à Saint-Pierre-en-Port à 4 km.[réf. nécessaire]
L'hôpital le plus proche est le centre hospitalier Intercommunal du Pays des Hautes Falaises, situé à Fécamp à 9 km.

### Cultes
Le bourg  fait partie de la paroisse catholique Saint-Benoît-du-Grand-Caux, dépendant au diocèse du Havre.

## Culture locale et patrimoine

### Lieux et monuments

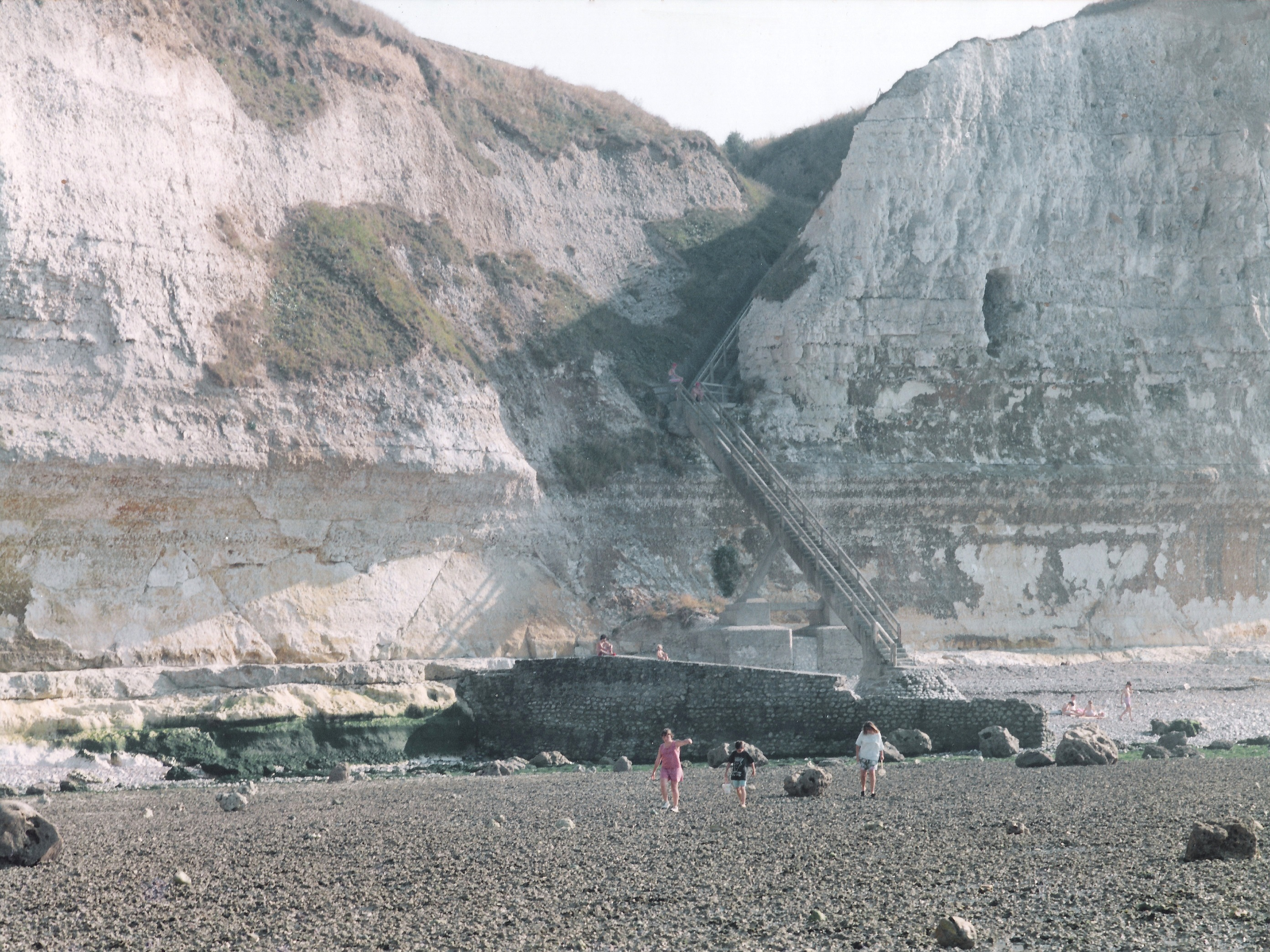
Valleuse d'Életot (vers 1990).

- La valleuse d'Eletot est classée Espace naturel sensible (elle est un des 33 sites classés en Seine-Maritime) et contient des parcelles classées par Natura 2000. L'accès à la mer se faisait par un escalier qui est interdit d'accès, pour des raisons de sécurité, depuis 2006, à la suite de gros dégâts causés par la mer.

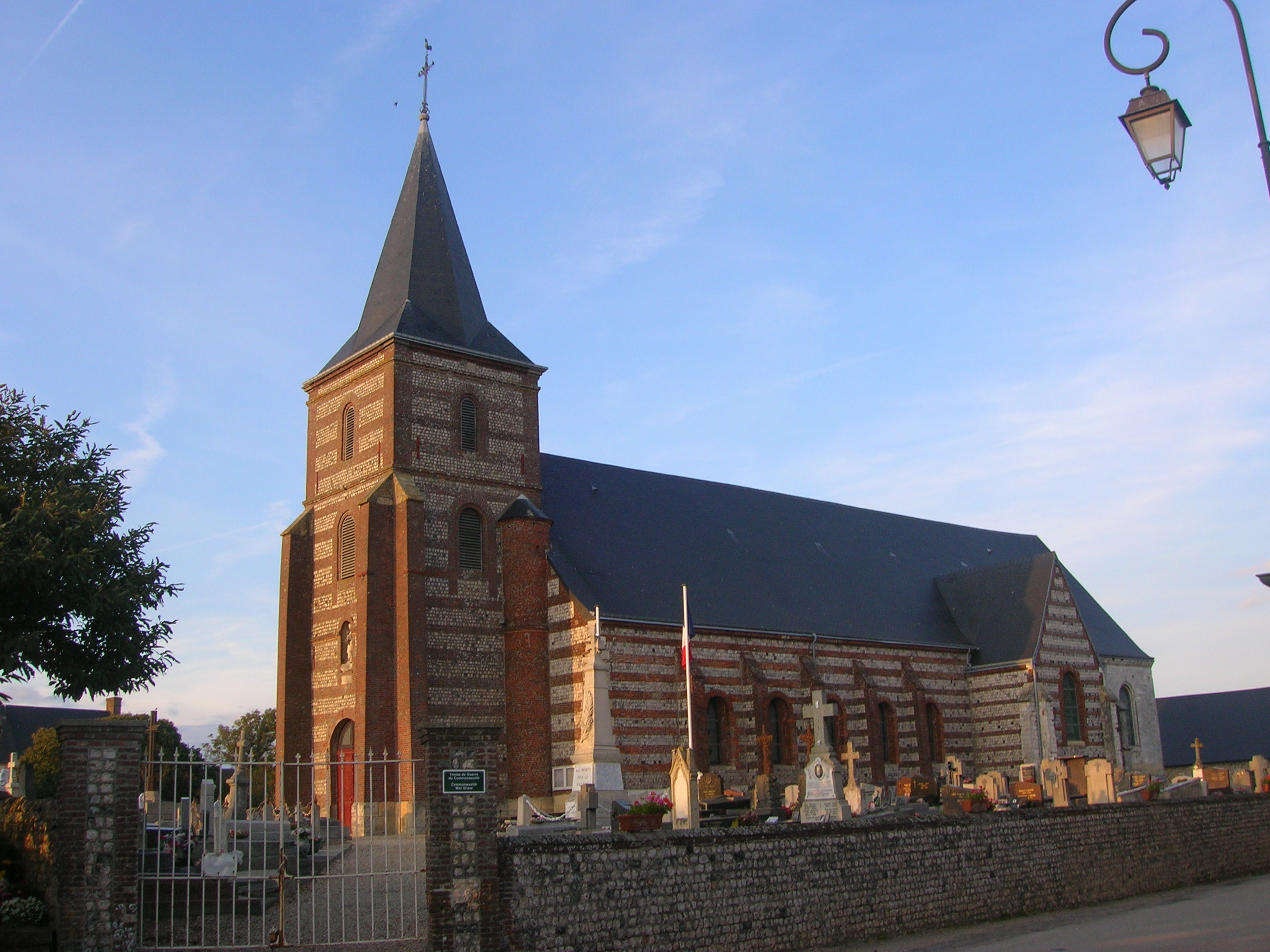
L'église d'Életot.

- L'église Notre-Dame-de-l'Assomption, reconstruite en 1849.
Dédiée originellement à saint Pierre, l'église est mise sous le patronage de Notre-Dame-de-l'Assomption vers 1849, lors de la reconstruction de l’église qui appartenait alors à la fabrique dont les biens furent remis au Bureau de Bienfaisance à la séparation de l'Église et de l’État en 1905.
Le bâtiment est construit sur une base en pierre et alterne bandeaux de brique et de silex.

Une imposante tour carrée, épaulée aux angles de puissants contreforts de brique, dont le rez-de-chaussée forme le narthex, est accolée à la façade occidentale, coiffée d'une courte flèche quadrangulaire. 
Cette flèche était à l’origine la plus haute du pays et servait de point de repère aux marins jusqu'en 1861, année où la foudre et une violente bourrasque eurent raison d'elle.

### Personnalités liées à la commune
- Adrienne Legay, née à Életot le 20 octobre 1842[31], a inspiré Guy de Maupassant pour l'écriture de sa nouvelle Boule de Suif.

### Héraldique
| Armes d'Életot | Les armes de la commune d'Életot se blasonnent ainsi : Tranché d'azur et de gueules, à la crosse d'abbé d'or brochant sur la partition, accompagnée en chef d'une coquille et en pointe d'un vase romain, le tout d'argent. Elles ont été adoptées le 4 juillet 1998, lors d'une réunion du conseil français d'héraldique à Mont-Saint-Aignan. - La crosse d'abbé représente l'appartenance à l'abbaye de Fécamp. - La coquille représente la proximité de la mer. - Le vase romain représente celui trouvé dans la commune. |

### Logotype
| Logo d'Életot. | Le logo d'Életot a été créé en juin 2010. - La dépression symbolise la valleuse. - Le bleu symbolise la mer. - Le vert symbolise la nature, les arbres. - Le bâtiment symbolise l'église. |